# タリンガ・ハルゲルダ
タリンガ・ハルゲルダ　(Taringa halgerda)　は、腹足綱頭楯目ドーリス科に分類されるウミウシ。

## 分布

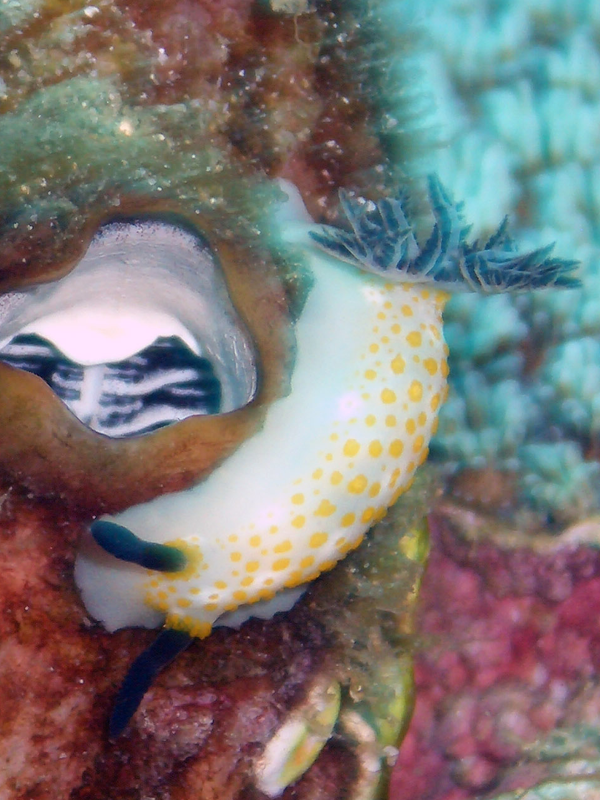
Taringa halgerda

西太平洋、特にインドネシア、フィリピン。

## 形態
タリンガ・ハルゲルダの体は白に黄色の斑点模様である。この動物の鰓は白で、黒の縁取りがされている。この種の大きさは少なくとも40mmまで成長する。